# 平内町立西平内中学校
平内町立西平内中学校（ひらないちょうりつにしひらないちゅうがっこう）は、青森県東津軽郡平内町大字山口にあった公立中学校。

## 沿革
- 1947年（昭和22年）
  - 4月1日 - 西平内村立山口小学校校舎に併設し、西平内村立山口中学校として発足。
  - 4月21日 - 開校式挙行。
- 1948年（昭和23年）4月1日 - 浦田分校設置。同日、三井報恩会より「村民の家」の寄付を受け、西平内村大字山口字小沢16番2号に改築移転し、西平内村立西平内中学校と改称。
- 1953年（昭和28年）8月1日 - 西平内村大字山口字小沢114番地に、新校舎新築移転。
- 1955年（昭和30年）3月31日 - 昭和の大合併により、平内町西平内中学校と改称。
- 1984年（昭和59年） - 統合西平内中学校校舎新築工事着工[1]。
- 1986年（昭和61年）11月9日 - 統合西平内中学校新校舎落成[2]。
- 2017年（平成25年）9月 - 平内町議会は、本校を含む町内全中学校を統合する事を検討している事を明らかにした。なお、統合中学校校舎は、2021年（令和3年）3月末に閉校した青森東高校平内校舎を使用する[3][4]。
- 2023年（令和5年）
  - 3月10日 - 最後の卒業証書授与式挙行[5]。
  - 3月31日 - 町内中学校を統合した、統合中学校開校により、閉校[6]。

## 生徒数
- 2022年（令和4年）5月1日時点（閉校時点）

| 学年 | 1年 | 2年 | 3年 | 特別支援   | 合計 |
| ---- | --- | --- | --- | ---------- | ---- |
| 学級 | 1   | 1   | 1   | 1          | 4    |
| 生徒 | 15  | 10  | 14  | 1 （内数） | 39   |

## アクセス
- 青い森鉄道青い森鉄道線西平内駅から約850m、徒歩約14分・車で約2分。
- 下北交通青森線・平内町民バス「西平内郵便局前」バス停から、徒歩約485m・約8分。
  - なお、「上山口バス停」の方が直線距離では近いが、道路の関係で遠回りとなる。

## 周辺
- 平内町立山口小学校 - 敷地が隣接。小学校は存続。
- 青い森鉄道青い森鉄道線
- 国道4号